# Tordesillas
Tordesillas es un municipio y localidad española de la provincia de Valladolid, en la comunidad autónoma de Castilla y León. La localidad está situada a 704 m sobre el nivel del mar y a 28 km al suroeste de la capital provincial. La población municipal asciende a 8,638 habitantes. Ostenta los títulos de «Muy ilustre, antigua, coronada, leal y nobilísima villa».

## Etimología
No se sabe a ciencia cierta cuál es el origen de Tordesillas. En sus alrededores se han encontrado asentamientos que datan de la segunda Edad del Hierro. Es probable que en sus cuevas se asentaran tribus íberas y celtas entre el siglo V y el siglo III a. C.
Se encontraba en territorio Vacceo y por ello algunos autores creen que es la ciudad de Sarabis, mientras que otros defienden que es «la Acontia».[cita requerida]
El nombre de Tordesillas ha dado lugar a animados debates en torno a su etimología, se han dado tres orígenes a la palabra según las opiniones más usuales.
Unos dicen que dataría de época romana y hablan del procónsul romano Quinto Cecilio Metelo como posible fundador de la ciudad hacia el año 83 a. C., el cual podría haber mandado construir una torre para honrar al dictador romano Lucio Cornelio Sila. Esta torre podría ser la vulgarmente conocida con el nombre de «Torreón de las Acercas» o «Torre de Sila». De ser así, habría constituido la construcción más antigua de Tordesillas, fechada hacia el año 63 a. C., y el nombre de Tordesillas derivaría de Turris-Syllae -que significa fortaleza de Sila- a Turris-Sylana, aunque algunos autores opinan que este torreón no sería más que uno de los cubos de la antigua muralla que rodeaba Tordesillas, y de la cual apenas quedan unos retazos.[cita requerida]
Otra versión dice que procedería de la época de la dominación árabe y que derivaría de Thor Shilah, es decir, fortaleza de los Shilanes, tribus árabes asentadas en la península en el siglo VIII.[cita requerida]
Sin embargo, la opinión más aceptada es la que sitúa el origen de Tordesillas en la Edad Media cuando aparece por primera vez como «Autero de Sellas» en un documento del año 909 de una permuta realizada por el rey Alfonso III con Sarraceno, Falcón y Dulquito, de la villa de Alkamín, «de termino de Autero de Sellas usque in ualle de Cannas» por San Justo y San Pastor en la vega del Cea. Desde ese año viene nombrada de tal forma así como «Oterdesiellas» y «Otordesillas».

## Símbolos
El diseño del escudo heráldico que representa al municipio, aprobado el 2 de julio de 1986, se define por el siguiente blasón:

«De plata, un montículo de sinople, cargado de tres sillas de montar de gineta de oro, puestas 1-2, y sostenido de ondas de azur y plata, y acompañado de dos llaves de oro fileteadas de sable. Al timbre, Corona Real cerrada».
Boletín Oficial de Castilla y León n.º 78 de 14 de julio de 1986

## Geografía

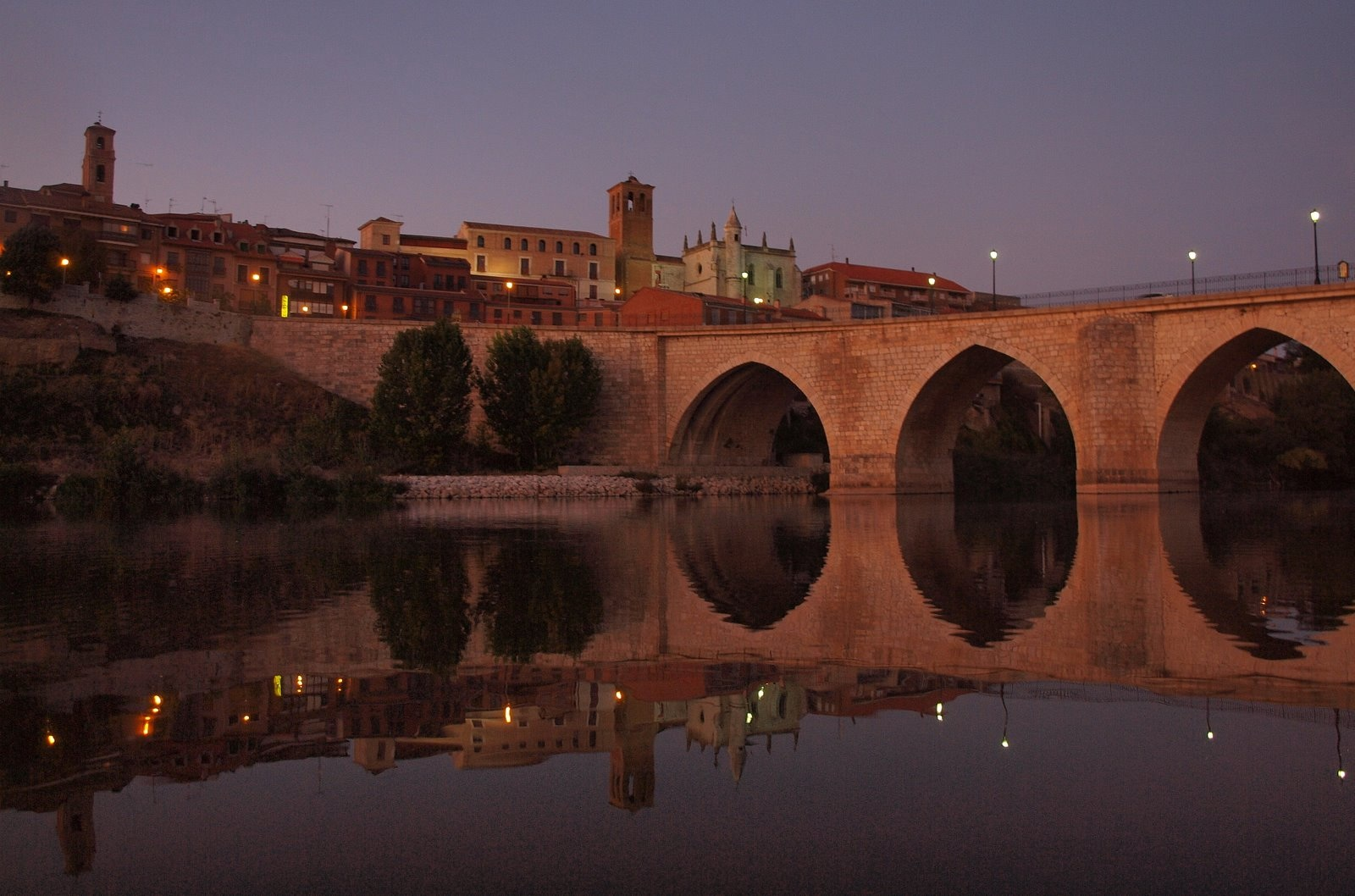
Desde la playa al atardecer.

Integrado en la comarca de Tierra del Vino de la provincia de Valladolid, se sitúa a 31 kilómetros de la capital provincial. El término municipal se extiende en un terreno llano caracterizado por la vega del río Duero, que atraviesa el municipio de este a oeste, recibiendo las aguas del río Zapardiel. Es la población más importante de la comarca de la Tierra del Vino vallisoletana. Supone un importante cruce de caminos entre la autovía del Noroeste A-6 (pK 177-188), la autovía de Castilla A-62 (pK 142-144 y 146-159) y la autovía del Duero A-11, y es un punto de encuentro entre varias ciudades (Valladolid, Zamora y Salamanca). Además, por el término municipal pasan las carreteras VA-405, que conecta con Serrada; VA-515, que se dirige a Velilla; y VP-5805 que permite la comunicación con Matilla de los Caños.
El relieve del municipio es predominantemente llano por la presencia del valle del Duero, salvo por el norte, donde aparecen los páramos característicos de los montes Torozos. La altitud del territorio oscila entre los 836 metros en un páramo al noroeste y los 660 metros a orillas del río Duero. El pueblo se alza a una altitud de 701 metros sobre el nivel del mar.

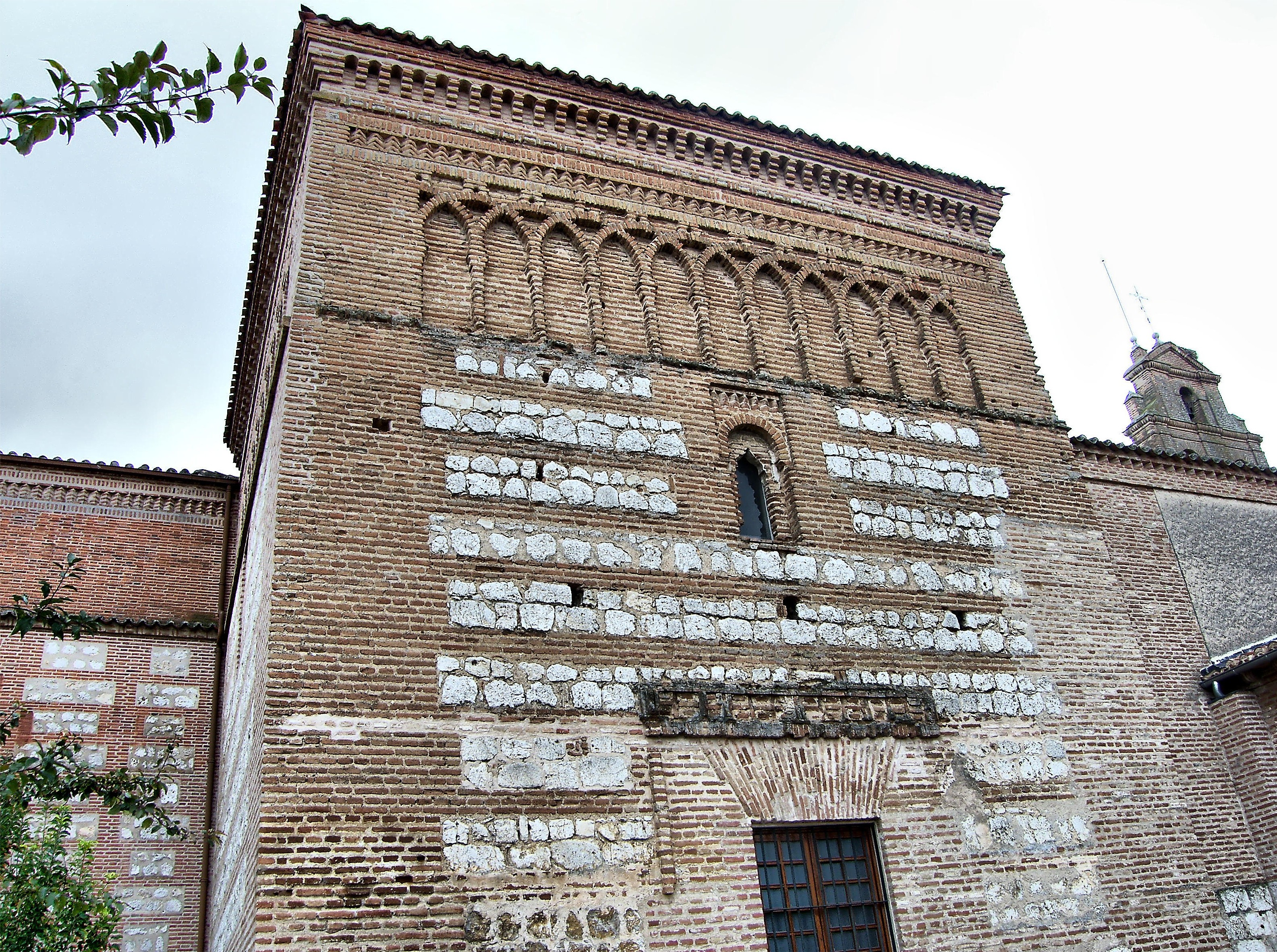
Real monasterio de Santa Clara.

| Noroeste: Bercero                       | Norte: Velilla, Matilla de los Caños, Velliza | Noreste: Geria                                 |
| Oeste: Pollos, Torrecilla de la Abadesa |                                               | Este: Villanueva de Duero, San Miguel del Pino |
| Suroeste: Nava del Rey                  | Sur: Rueda                                    | Sureste: Serrada, La Seca                      |

### Clima
Tordesillas tiene un clima Csb (templado con verano seco y templado) en la transición a un clima Csa según la clasificación climática de Köppen.
| Parámetros climáticos promedio de Tordesillas en el periodo 1971-2000 | Parámetros climáticos promedio de Tordesillas en el periodo 1971-2000 | Parámetros climáticos promedio de Tordesillas en el periodo 1971-2000 | Parámetros climáticos promedio de Tordesillas en el periodo 1971-2000 | Parámetros climáticos promedio de Tordesillas en el periodo 1971-2000 | Parámetros climáticos promedio de Tordesillas en el periodo 1971-2000 | Parámetros climáticos promedio de Tordesillas en el periodo 1971-2000 | Parámetros climáticos promedio de Tordesillas en el periodo 1971-2000 | Parámetros climáticos promedio de Tordesillas en el periodo 1971-2000 | Parámetros climáticos promedio de Tordesillas en el periodo 1971-2000 | Parámetros climáticos promedio de Tordesillas en el periodo 1971-2000 | Parámetros climáticos promedio de Tordesillas en el periodo 1971-2000 | Parámetros climáticos promedio de Tordesillas en el periodo 1971-2000 | Parámetros climáticos promedio de Tordesillas en el periodo 1971-2000 |
| Mes | Ene.                                                                  | Feb.                                                                  | Mar.                                                                  | Abr.                                                                  | May.                                                                  | Jun.                                                                  | Jul.                                                                  | Ago.                                                                  | Sep.                                                                  | Oct.                                                                  | Nov.                                                                  | Dic.                                                                  | Anual                                                                 |
| --- | --------------------------------------------------------------------- | --------------------------------------------------------------------- | --------------------------------------------------------------------- | --------------------------------------------------------------------- | --------------------------------------------------------------------- | --------------------------------------------------------------------- | --------------------------------------------------------------------- | --------------------------------------------------------------------- | --------------------------------------------------------------------- | --------------------------------------------------------------------- | --------------------------------------------------------------------- | --------------------------------------------------------------------- | --------------------------------------------------------------------- |
| Temp. máx. media (°C) | 7.4                                                                   | 9.6                                                                   | 13.3                                                                  | 17.1                                                                  | 20.2                                                                  | 25.7                                                                  | 29.4                                                                  | 28.6                                                                  | 24.7                                                                  | 18                                                                    | 11.4                                                                  | 8.3                                                                   | 17.8                                                                  |
| Temp. media (°C) | 3.6                                                                   | 4.9                                                                   | 7.8                                                                   | 10.8                                                                  | 14                                                                    | 18.6                                                                  | 21.6                                                                  | 21.2                                                                  | 18                                                                    | 12.4                                                                  | 7                                                                     | 4.4                                                                   | 12                                                                    |
| Temp. mín. media (°C) | -0.2                                                                  | 0.2                                                                   | 2.3                                                                   | 4.5                                                                   | 7.8                                                                   | 11.5                                                                  | 13.7                                                                  | 13.8                                                                  | 11.2                                                                  | 6.8                                                                   | 2.6                                                                   | 0.5                                                                   | 6.2                                                                   |
| Precipitación total (mm) | 54.4                                                                  | 49.5                                                                  | 40.5                                                                  | 41.5                                                                  | 46.2                                                                  | 45.7                                                                  | 21.9                                                                  | 6.9                                                                   | 35.1                                                                  | 43.3                                                                  | 51.4                                                                  | 42.2                                                                  | 478.6                                                                 |
| Fuente: Ministerio de Agricultura, Alimentación y Medio Ambiente. Datos de precipitación para el periodo 1961-1981 y de temperatura para el periodo 1967-1981 en Tordesillas 8 de noviembre de 2012 |                                                                       |                                                                       |                                                                       |                                                                       |                                                                       |                                                                       |                                                                       |                                                                       |                                                                       |                                                                       |                                                                       |                                                                       |                                                                       |

## Historia

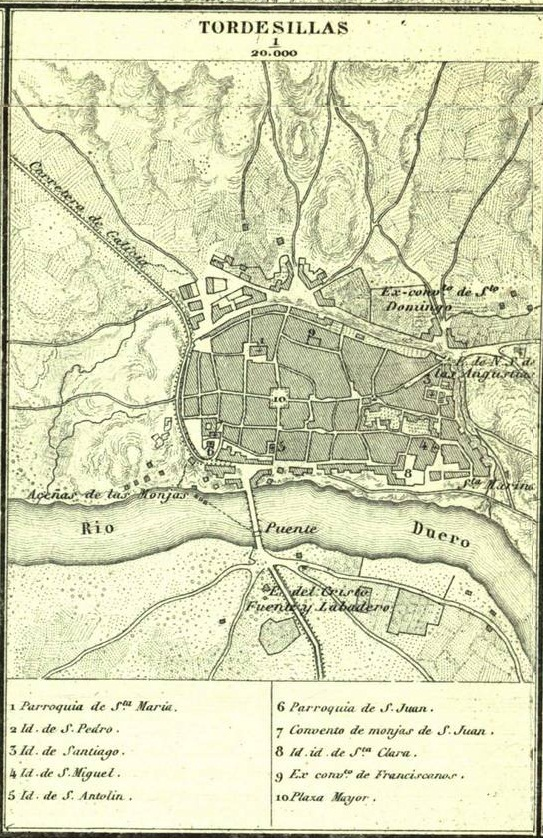
Mapa de Tordesillas publicado en 1852, realizado por Francisco Coello.

Primera mitad.

En origen fue un alto escarpe fortificado que servía de vigilancia a los campos yermos de alrededor que constituían parte de la Extremadura castellana. Había otros puntos en igual altura que servían también de vigilancia: Zamora, Toro y Simancas.
En el siglo IX, García, el hijo mayor de Alfonso III, continuó la labor de repoblación de estas tierras desde León a través de Tierra de Campos y Montes Torozos. Ocupó el Otero que más tarde sería Tordesillas y desde allí dirigió y centralizó la repoblación con mozárabes y con gentes llegadas desde Asturias y León. De esta manera puede decirse que el nacimiento de Tordesillas fue de origen asturleonés.

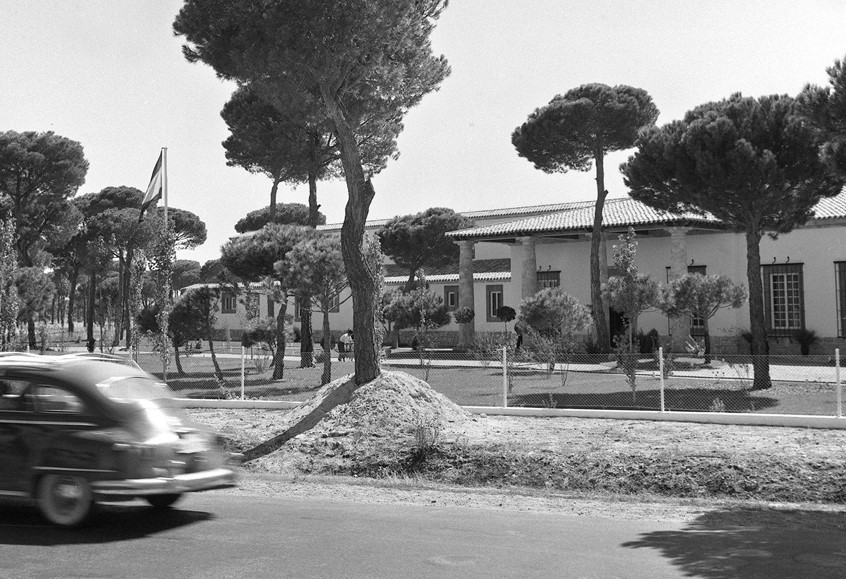
Albergue de Tordesillas recién inaugurado, en torno al año 1959.

Con la llegada de Almanzor por estas tierras hubo un gran retroceso y despoblación hasta que posteriormente, ya en el siglo XI, empezó una lenta recuperación con el conde castellano Sancho García al frente. Los documentos de esta época la nombran como Oterdesillas. En el siglo XII pertenecía al obispado de Palencia cuyos obispos tenían palacios dentro de los muros de esta plaza fuerte.
Durante la Edad Media estaba integrada en la Merindad del Infantazgo de Valladolid (en castellano antiguo citada como: Meryndat del Infantadgo de Ualladolid) una división administrativa de la Corona de Castilla, cuya descripción figura en el libro Becerro de las Behetrías de Castilla, redactado por las Cortes de Valladolid de 1351, cuando el estamento de los hidalgos solicitó al rey Pedro I la desaparición de las behetrías mediante su conversión en tierras solariegas.

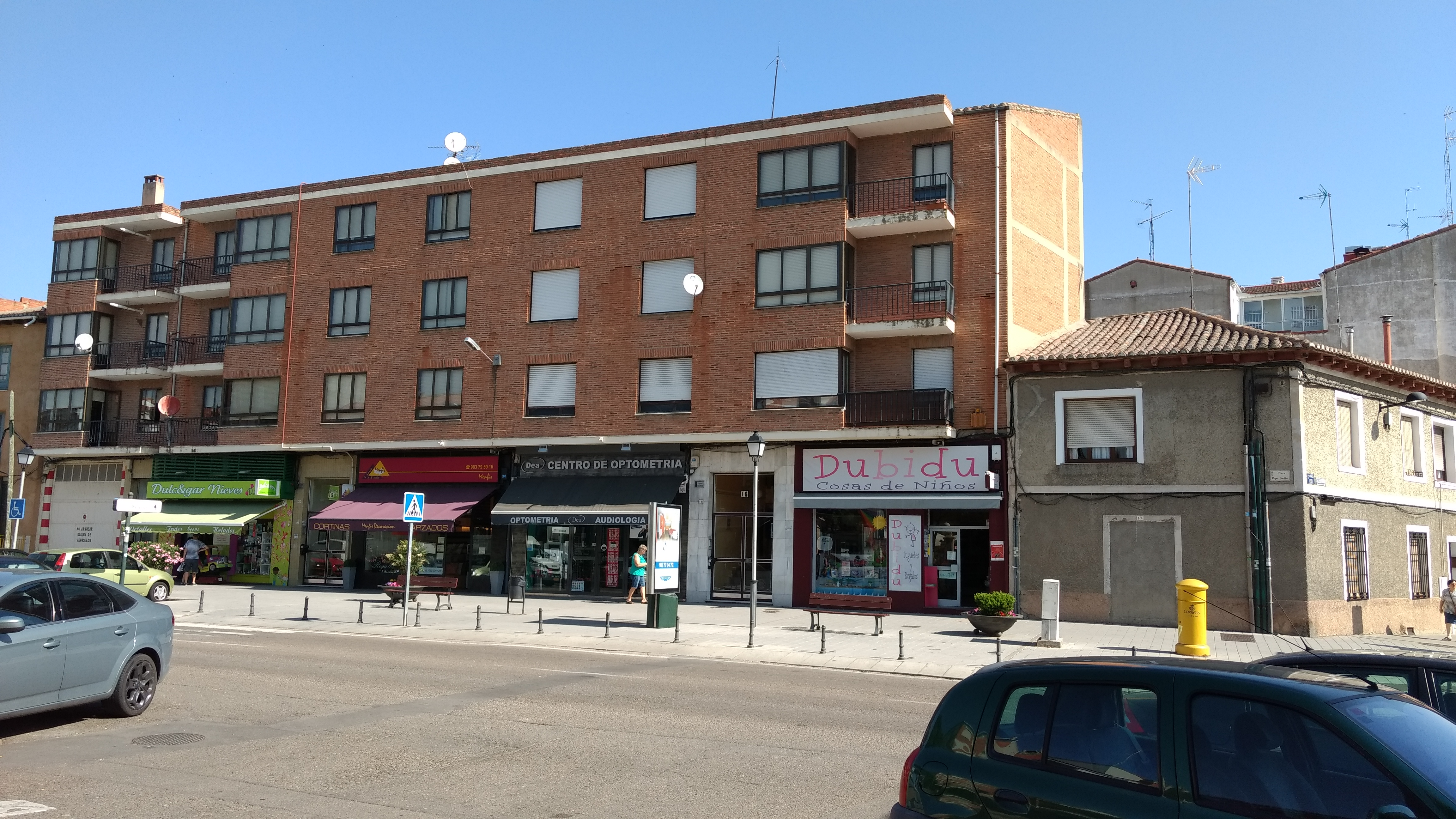
Una calle de Tordesillas, año 2016.

Tordesillas fue señorío de varias reinas y amantes reales. La primera fue Leonor de Guzmán, amante del rey Alfonso XI. Después Pedro I entregó la villa a su madre, la reina María de Portugal y en 1354 a su amante, María de Padilla. Después de la muerte del rey Pedro, la villa pasó a la esposa de Enrique II, Juana Manuel, posteriormente a la reina Leonor de Aragón, la primera esposa de Juan I, y más tarde a su segunda mujer, la infanta portuguesa, Beatriz de Portugal quien poseyó la villa hasta 1385, año en que su marido la reincorporó a la corona y donó Béjar a su esposa como compensación.
En esta ciudad se firmó el Tratado de Tordesillas en 1494 entre los reinos de Castilla y Aragón y de Portugal, en el que se establecía un reparto de las zonas de navegación y conquista del océano Atlántico y América para evitar un conflicto de intereses entre ambos países. 
Juana I de Castilla, conocida como Juana la Loca, fue recluida en Tordesillas en 1509, donde permaneció hasta su muerte en 1555.
Entre 1981 y 1983 albergó de facto la capitalidad del Ente Preautonómico de Castilla y León.

## Demografía
Cuenta con una población de 8638 habitantes (INE 2024).
| Gráfica de evolución demográfica de Tordesillas entre 1842 y 2021 |
| |
| Población de derecho según los censos de población del INE Población de hecho según los censos de población del INEEntre el censo de 1857 y el anterior, crece el término del municipio porque incorpora a 475015 (Pedroso de la Abadesa) y 475022 (Villamarciel) Entre el censo de 1930 y el anterior, crece el término del municipio porque incorpora a 47504 (Villavieja del Cerro) |

| 8366                 | 8350 | 8367 | 8350 | 8318 | 8643 | 8686 | 8708 | 8812 | 9067 | 9213 | 9172 | 9186 | 8961 | 9073 | 8936 | 8905 | 8958 | 8664 |
| (Fuente: www.ine.es) |      |      |      |      |      |      |      |      |      |      |      |      |      |      |      |      |      |      |

Además de la propia Tordesillas, pertenecen a su municipio las pedanías de Pedroso de la Abadesa, Villamarciel y Villavieja del Cerro.

## Monumentos y lugares de interés

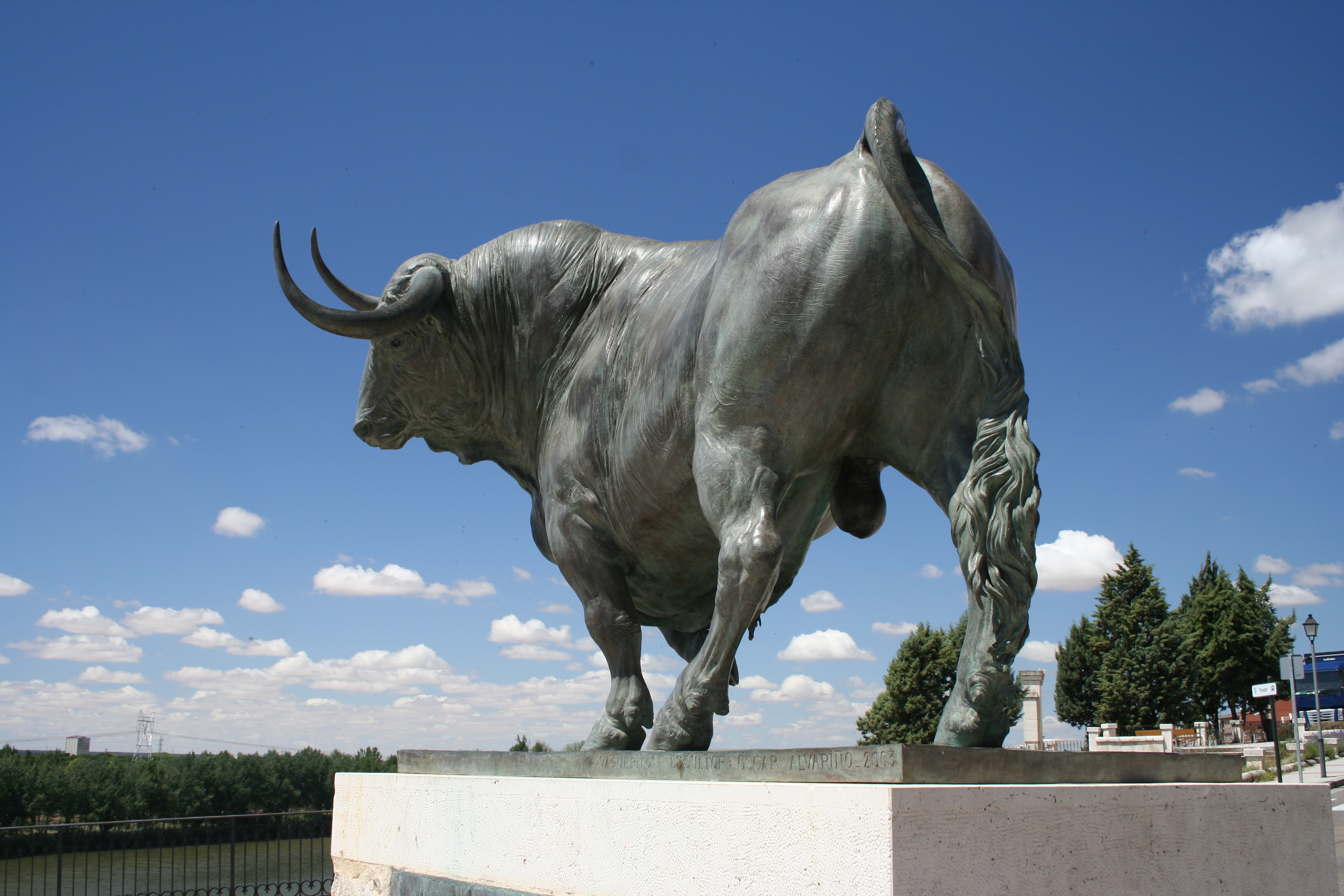
Monumento al Toro de la Vega.

Conserva todavía algunos vestigios de la muralla de piedra y ladrillo que rodeaba esta población. Tiene un puente medieval en piedra de sillería con diez ojos de arco apuntado y tajamares en los pilares. En su origen este puente tenía un castillo de defensa construido a un tercio de la entrada. El entramado urbano se organiza a partir de dos calles perpendiculares que terminan (o empiezan) en la plaza Mayor, siguiendo el esquema de los campamentos romanos.
- Plaza Mayor

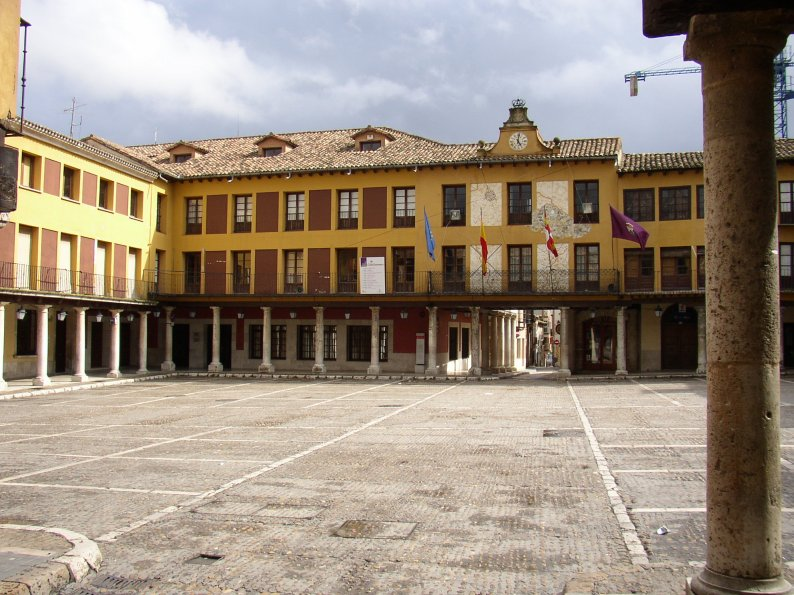
Plaza Mayor.

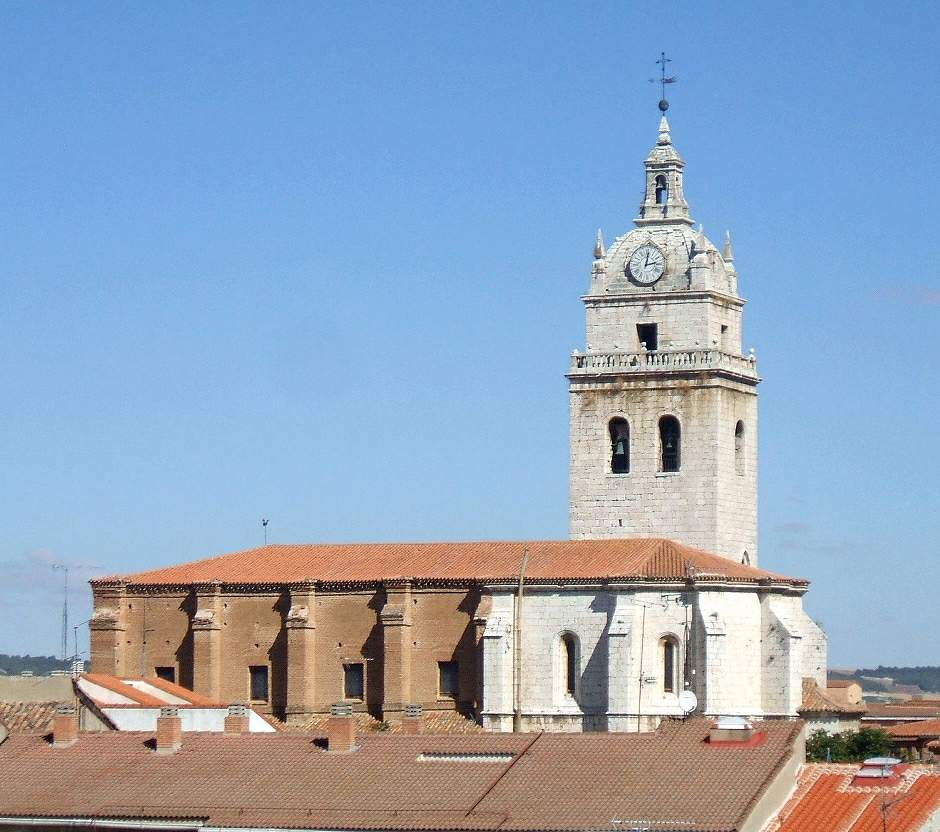
Iglesia de Santa María.

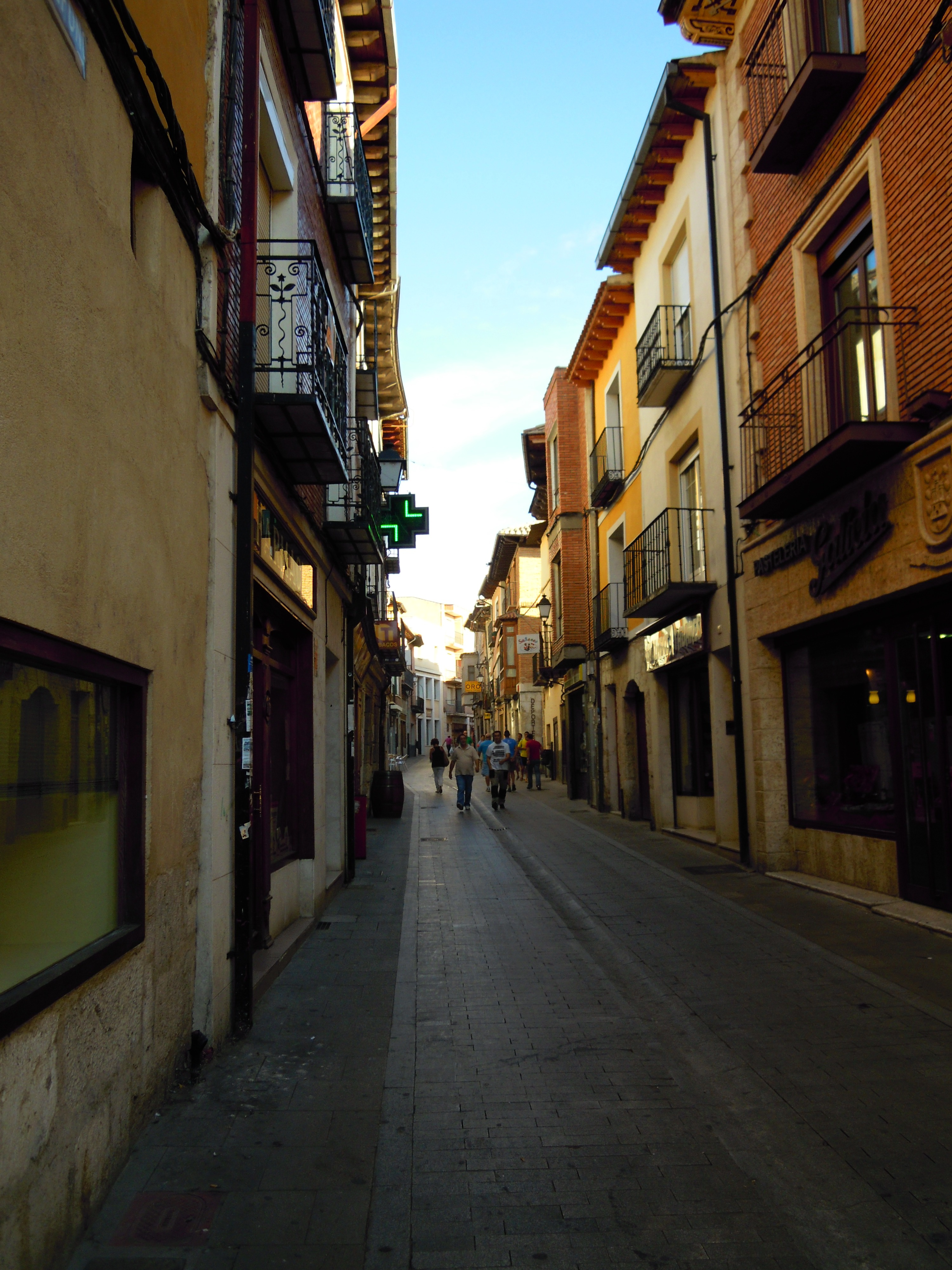
Calle del centro de la ciudad.

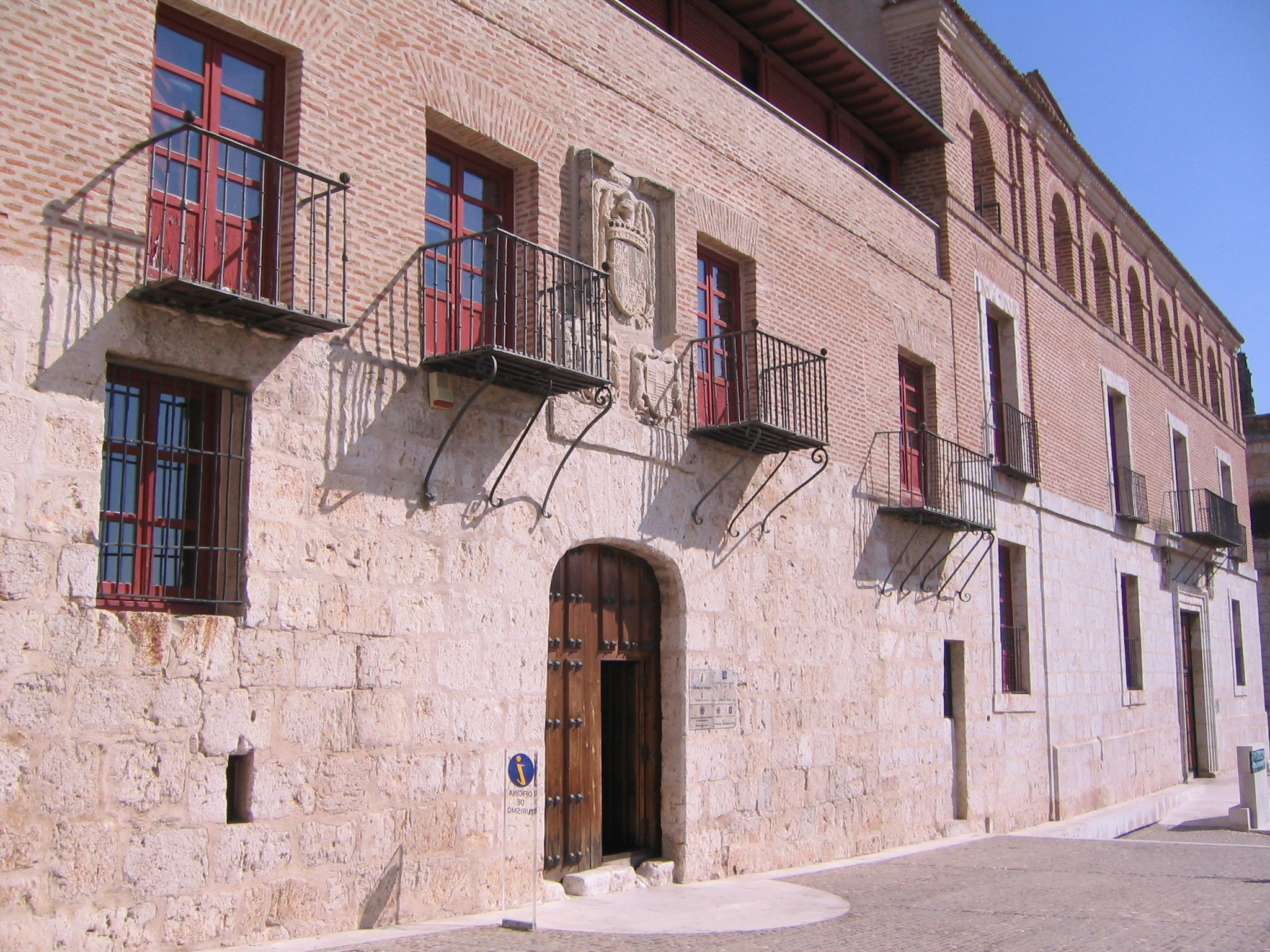
Casas del Tratado de Tordesillas.

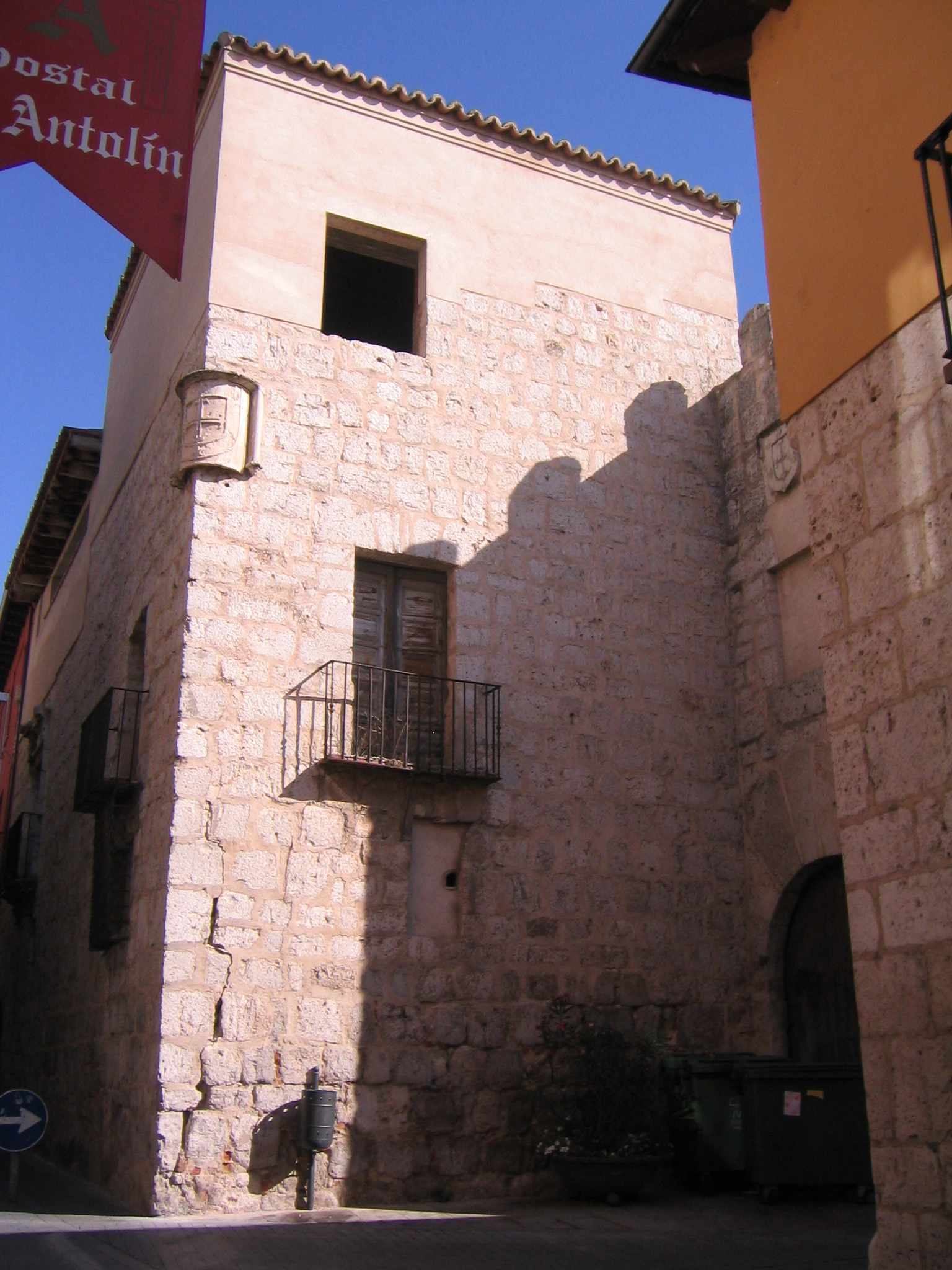
Palacio fortificado de los Alderete.

Su estructura actual data del siglo XVII. Es un perfecto cuadrado al que acceden las entradas de cuatro calles. Está toda ella porticada y las casas de dos pisos de altura tienen abajo los locales de las tiendas. Las fachadas presentan grandes ventanales y balcones, diseñados especialmente para presenciar desde ellos las fiestas y los espectáculos. Es una típica plaza castellana en la que se encuentra el Ayuntamiento. 
- El Puente

Sobre el origen del puente de Tordesillas actual no existe referencia alguna, ni fecha, ni trazas, ni autores. El apuntamiento de sus arcos nos indica su origen medieval. Es una gran obra de sillería, tiene diez ojos y entre los arcos lleva tajamares de planta triangular. En el siglo X se sabe que había un puente, pero el edificio actual tiene sus orígenes en una profunda remodelación del siglo XV. La fuerza de la corriente obligó a su consolidación en los siglos XVI y XVIII. La villa y su puente eran paso obligado de los caminos que unían el noroeste de la península con el centro, facilitando el cruce por el ancho y caudaloso río. 
- Muralla

Rodeaba toda la villa y tenía un carácter fiscal y militar. Estaba construida en piedra, ladrillo y tapial. Sólo se conserva en la parte occidental una torre llamada «Torre de Sila», en la que se abre un portillo en arco apuntado, que delata su origen medieval. También quedan lienzos en el este y en el oeste totalmente reconstruidos. La muralla contaba con cuatro puertas principales, que coinciden con los cuatro puntos cardinales. Al sur, la Puerta del Puente; al este, la puerta de Valladolid o puerta de la Villa; al norte, la Puerta del Mercado, y al oeste la Puerta Nueva. 
- Monasterio de Santa Clara

Está edificado sobre el antiguo palacio mudéjar llamado «Pelea de Benimerín» (que a su vez se edificó sobre otro árabe), mandado construir en 1340 por Alfonso XI de Castilla después de su triunfo en la batalla del Salado, y se financió con el botín sacado en dicha contienda. De esta manera conmemoró la victoria sobre los benimerines africanos que habían llegado a Granada requeridos por Mohamed I, vasallo de Castilla. Su hijo Pedro I el Cruel lo arregló y se lo cedió en 1363 a sus hijas Beatriz e Isabel para que lo transformaran en un convento. 
- Iglesia de San Antolín

Iglesia-museo donde están recogidas y expuestas una serie de piezas artísticas de la propia iglesia y de otras varias de la villa, entre las que destaca la tumba de los Alderete. El edificio es una iglesia del siglo X y XVII, comenzada a mediados del XVI y finalizada por Gil de Reynaltos en 1644. Sus naves están cubiertas de bóvedas de crucería estrelladas y nervaduras que descansan sobre ménsulas en forma de ángeles. Lo más destacable es la capilla de los Alderete, que posee una balaustrada con pináculos de estilo gótico flamígero. 
- Iglesia de Santa María

Fue declarada Bien de Interés Cultural el 7 de diciembre de 1983. Su estructura es gótica, pero a finales del siglo XVI se replantea en estilo clasicista, emanado de El Escorial. Por tanto, la cabecera y dos primeros cuerpos de la torre son de estilo gótico y el resto de estilo escurialense, y sus modificaciones llegan hasta el siglo XVIII. Es la iglesia más grande de la villa, construida en piedra y ladrillo. Tiene una sola nave, dividida en cuatro tramos sobre arcos fajones y pilastras toscanas que se cubre con bóveda de cañón con lunetos decorada con yeserías clasicistas. Cuenta con tres portadas. La torre, de base cuadrada, constituye el punto vigía de Tordesillas debido a su gran altura. Se construyó entre los siglos XVI y XVIII con base gótica y evolución clásica. Tiene un valioso retablo mayor trazado por los madrileños Pedro y Juan de la Torre, en 1655 y entallado por José de Arroyo. Preside en el centro la talla de la Asunción, con camarín al que se puede acceder, posible obra de Juan Rodríguez. Tiene además varios lienzos, algunos firmados. La iglesia cuenta con un órgano barroco del siglo XVIII. 
- Iglesia de San Pedro

Iglesia gótica de siglo XVI de planta rectangular con tres naves conformadas por grandes columnas romboidales. El edificio está realizado en sillería, menos el segundo cuerpo de la torre,!que está construido en ladrillo. Lo más importante es la capilla de los Gaitán, con cúpula linterna y cubierta de pizarra, al estilo madrileño. Su retablo tiene columnas salomónicas y lo preside la imagen de la Virgen del Carmen, de la escuela de Gregorio Fernández.
- Iglesia de Santiago

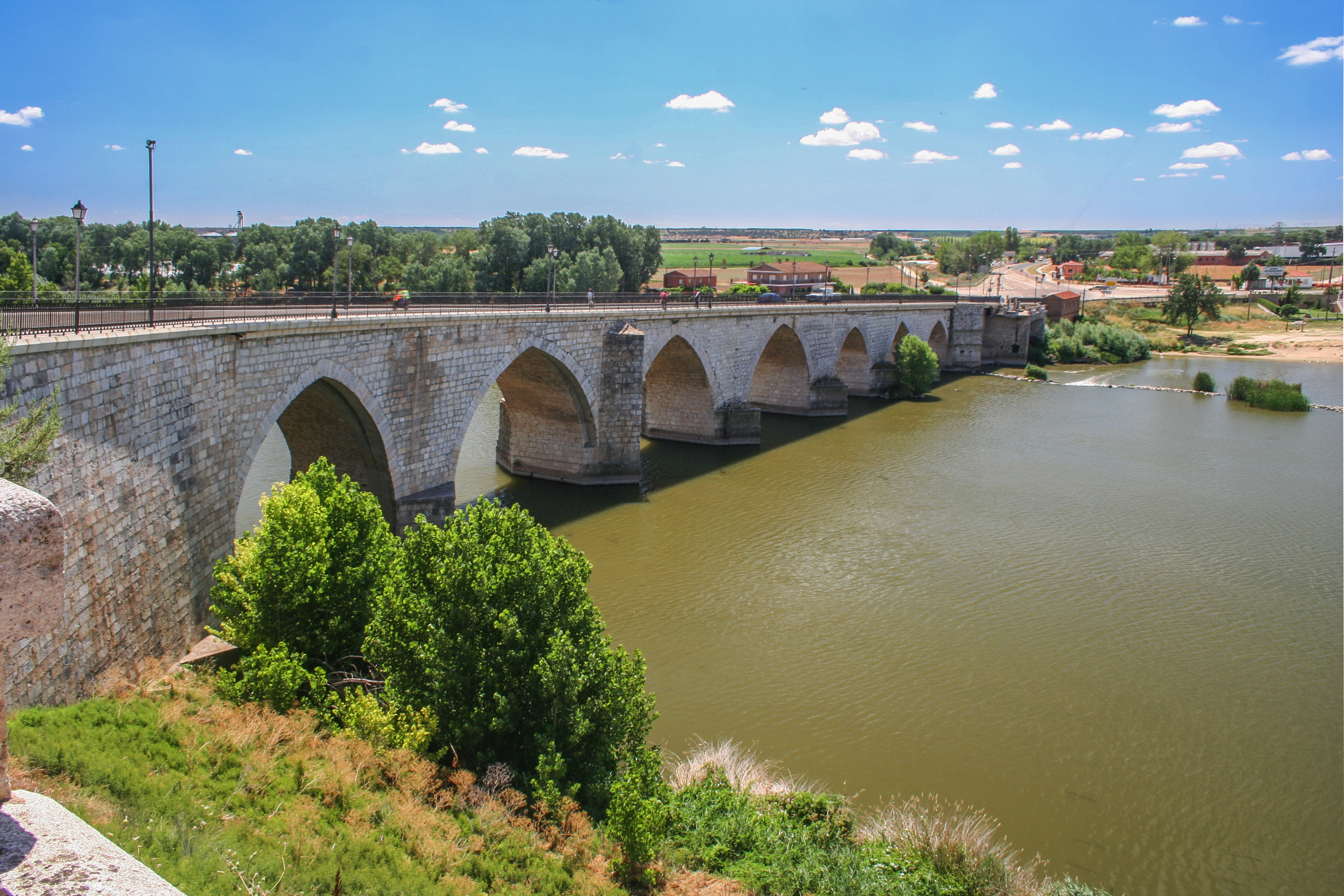
Puente de Tordesillas sobre el río Duero.

Cuenta con una talla importante la Inmaculada, de escuela granadina, seguramente de un seguidor de Alonso Cano. 
- Iglesia de San Juan
- Casas y Palacios

Testimonio de la actividad cortesana que dominó la villa desde tiempos medievales son sus casas y palacios, vestigios de su esplendor pasado. Se encuentran situadas a lo largo de las cuatro calles que parten de la plaza Mayor y la mayoría datan del siglo XVI, momento de mayor auge de la villa. Son edificios generalmente de dos plantas: piso inferior de piedra de sillería y pisos superiores con ladrillo o tapial, rematados por un alero de madera y entradas con arcos de medio punto de grandes dovelas. Destaca una casa situada en la plaza de Roma, junto a la iglesia de San Pedro. Sobresalen sus rejas del siglo XVI. También el Palacio fortificado de los Alderete, que es una casa situada en la calle San Antolín, toda de piedra con aspecto de fortaleza por sus almenas. Perteneció a la poderosa familia Alderete (Pedro González de Alderete fue regidor de la villa en el siglo XV); situadas junto a la iglesia de San Antolín. Mirando hacia el río están las Casas del Tratado, llamadas así porque en ellas tuvieron lugar las negociaciones y firma del Tratado de Tordesillas en 1494.
- Las casas del Tratado

Construcción declarada Bien de Interés Cultural el 13 de junio de 1996. Son dos palacios unidos, donde la tradición sitúa las negociaciones entre Castilla y Portugal y que concluyeron con la firma del Tratado de Tordesillas el 7 de junio de 1494. El piso bajo está construido con grandes sillares y los dos pisos superiores con ladrillo. Presentan dos momentos de construcción distintos en el tiempo. La casa más antigua es de finales del siglo XV y en ella tuvieron lugar las negociaciones del Tratado de Tordesillas. Sobre su puerta se encuentra el escudo real de los Reyes Católicos y los escudos heráldicos de los propietarios, Alfonso González de Tordesillas y Leonor de Ulloa. La otra casa es de la segunda mitad del siglo XVII y su gran volumen y nobleza de elementos demuestran que perteneció a una familia ilustre. Fueron restauradas con ocasión de la conmemoración del V Centenario del Tratado de Tordesillas. En la actualidad el edificio se utiliza con fines culturales y turísticos.
- Palacio Real (desaparecido)

Una de las edificaciones más importantes de Tordesillas fue su Palacio Real, sede temporal de las cortes itinerantes de las monarquías castellanas y especialmente destacable por ser el lugar donde estuvo la reina Juana I de Castilla durante 46 años. Convertido el palacio de Alfonso XI y Pedro I en convento de clarisas, el rey Enrique III decidió construir otro palacio en las proximidades del anterior, asomado hacia el río Duero y con espléndidas vistas. Su perímetro era rectangular, estaba construido con mampostería y tapial y contaba con dos pisos de altura. Tenía tres puertas: la principal, al sur mirando al río; otra al oeste, en la calle San Antolín y la tercera al norte, frente al palacio de los Alderete. Tenía también un corredor exterior que discurría por la fachada sur y más de la mitad de la fachada del oeste, continuando como pasadizo elevado sobre la calle para comunicar con la iglesia de San Antolín. En el centro de la fachada sur, había una torre de planta cuadrada con tres cuerpos de altura y corredor en el último, que se utilizaba para la vigilancia. Las estancias estaban cubiertas por artesonados de madera y sus paredes con ricos tapices. Se disponían en torno a dos patios y una huerta al este. Debido a la mala calidad de los materiales de construcción, precisó de continuas reparaciones. Tras la muerte de la reina doña Juana, el edificio fue abandonado y, a pesar de realizar reparaciones para evitar su estado ruinoso, fue derribado en el año 1773 durante el reinado de Carlos III.

## Cultura

### Fiestas mayores de Tordesillas

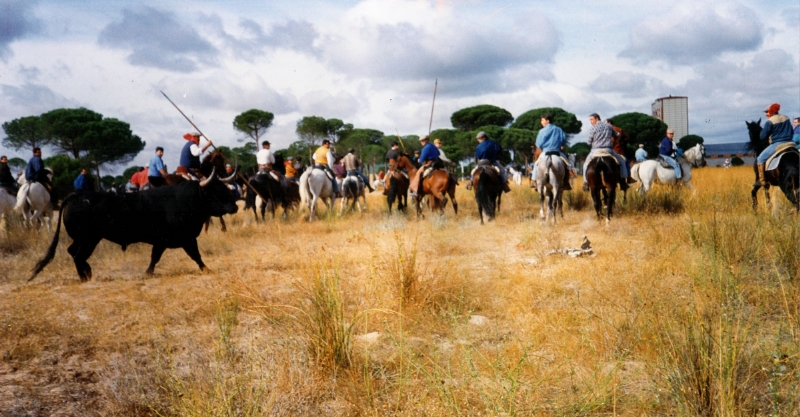
Toro de la Vega

Las fiestas mayores de Tordesillas tienen lugar en el mes de septiembre, aunque los días son variables cada año. Se celebran en honor de Nuestra Señora la Virgen de la Peña, patrona de la Villa y Tierra de Tordesillas, cuya ermita se encuentra al otro lado del río, y a la que se llega en romería con carros y caballos engalanados.
Las celebraciones comienzan el día 8 de septiembre, día de la patrona de la Villa, la Virgen de la Guía.
En la noche del sábado se celebra el «Desfile de faroles», donde participan todas las peñas con sus charangas compitiendo por ver quién lleva el farol más bonito, que será a quien se otorgue el premio. El desfile recorre toda la villa, una curiosa celebración que tiene su origen en la ronda de la guardia en las antiguas murallas. Los faroles son realizados de manera artesanal, y representan en sus imágenes momentos típicos de las fiestas.
El domingo se celebra la festividad de la Virgen de la Peña, día en el que los mozos se dirigen hasta la ermita de la Virgen de la Peña en carrozas decoradas para saber quién ha sido el ganador del concurso de Faroles. El martes tiene lugar el «Torneo del Toro de la Vega», tradición taurina que se lleva celebrando desde la Edad Media. A día de hoy esta actividad, tal y como estaba concebida, es muy controvertida y recibe fuertes críticas.
Durante el torneo, que se rige por normas propias, el toro es soltado en dirección a la vega donde un grupo de lanceros intentan matar al toro antes de que salga de los límites marcados. Si esto ocurriera el toro sería indultado y conservado para la monta en la ganadería de Tordesillas. Esta tradición es originaria de la Edad Media, cuando era una costumbre que los nobles celebraran los casamientos invitando a la gente de más alta cuna; entonces realizaban torneos de justas y despeñaban animales (generalmente de género vacuno) por las lindes del río. Esta tradición se convirtió en costumbre y dio lugar a las fiestas con la suelta de reses en la plaza mayor del pueblo y un torneo entre un caballero montado y la res más brava. El caballero va nada más que con una lanza para intentar abatir al animal. Así fue el origen del Torneo del Toro de la Vega.
Desde el año 2005, el Partido Animalista Contra el Maltrato Animal (PACMA) y otras organizaciones se manifiestan contra esta práctica realizando una manifestación dos días antes del torneo.
Otras formaciones, como Unidad Regionalista de Castilla y León (URCL), defendieron el Torneo del Toro de la Vega, y por encima de todo, que fueran únicamente los tordesillanos los que decidieran su permanencia
En mayo de 2016 un decreto de la Junta de Castilla y León (el Gobierno de la región) prohibió matar en público a los toros en celebraciones tradicionales populares en toda la comunidad autónoma. El argumento ofrecido fue la adaptación a la sensibilidad imperante en el siglo XXI.

### Semana Santa
Las procesiones de la Semana Santa tordesillana surgen -al igual que en muchos ámbitos castellanos- en los siglos XVI y XVII. El siglo XVIII es la época de esplendor de las cofradías pero, curiosamente, también fue la de su declive. Tan solo dos han llegado hasta el siglo XX, cuando en un nuevo resurgir, se fundan nueve más.
La Semana Santa de Tordesillas fue declarada de interés turístico regional en el año 1996. Durante estos días las calles se convierten en auténticos museos, y las obras escultóricas de grandes artistas que dormían en sus templos recuperan vida y se acercan al espectador.
Sus procesiones probablemente ya eran celebradas antes de 1345, puesto que en ese año ya está documentada la Orden del Sepulcro, que tenía a su cargo un Cristo Yacente dentro del Sepulcro. En torno a 1400 se menciona la Cofradía de la Vera Cruz. Sin embargo, es a partir de la predicación de San Vicente Ferrer a los judíos de Tordesillas en 1412, cuando surgen lo que conocemos hoy como Cofradías de Semana Santa, encargadas de procesionar imágenes de la Pasión, Muerte y Resurrección de Cristo.
Dentro de las procesiones que diariamente se celebran en Tordesillas, cabe destacar la Procesión del Encuentro Doloroso el miércoles por la noche en la plaza Mayor y la procesión de la Pasión de Cristo el Viernes Santo, donde se realiza una procesión de un total de catorce pasos acompañados de sus cofradías titulares.

### Mercado de la Edad Media
Durante el primer fin de semana de octubre, las calles de Tordesillas vuelven al Medievo.
Estandartes y pendones cuelgan de los balcones del casco histórico de la Villa, músicos, malabaristas, saltimbanquis, comedores de fuego, señores feudales, damas, príncipes y princesas, monjes, labriegos, soldados, brujas, mendigos, trovadores y un sinfín de personajes realizan entretenidos y coloristas pasacalles que recorren el casco histórico. Los tordesillanos participan ataviados con trajes de la época y son muchos los artesanos de toda España que aprovechan este escaparate para la promoción de sus productos.
El mercado medieval de Tordesillas se celebró por primera vez en el año 1994, fecha en la que se conmemoraba el V Centenario del Tratado de Tordesillas. Desde el año 1995 la organización ha corrido a cargo de la Asociación de Empresarios y Profesionales, y año tras año ha ido incrementando el número de personas que lo visitan, convirtiéndose en un hito de la oferta turística y cultural de Castilla y León.

### Deportes

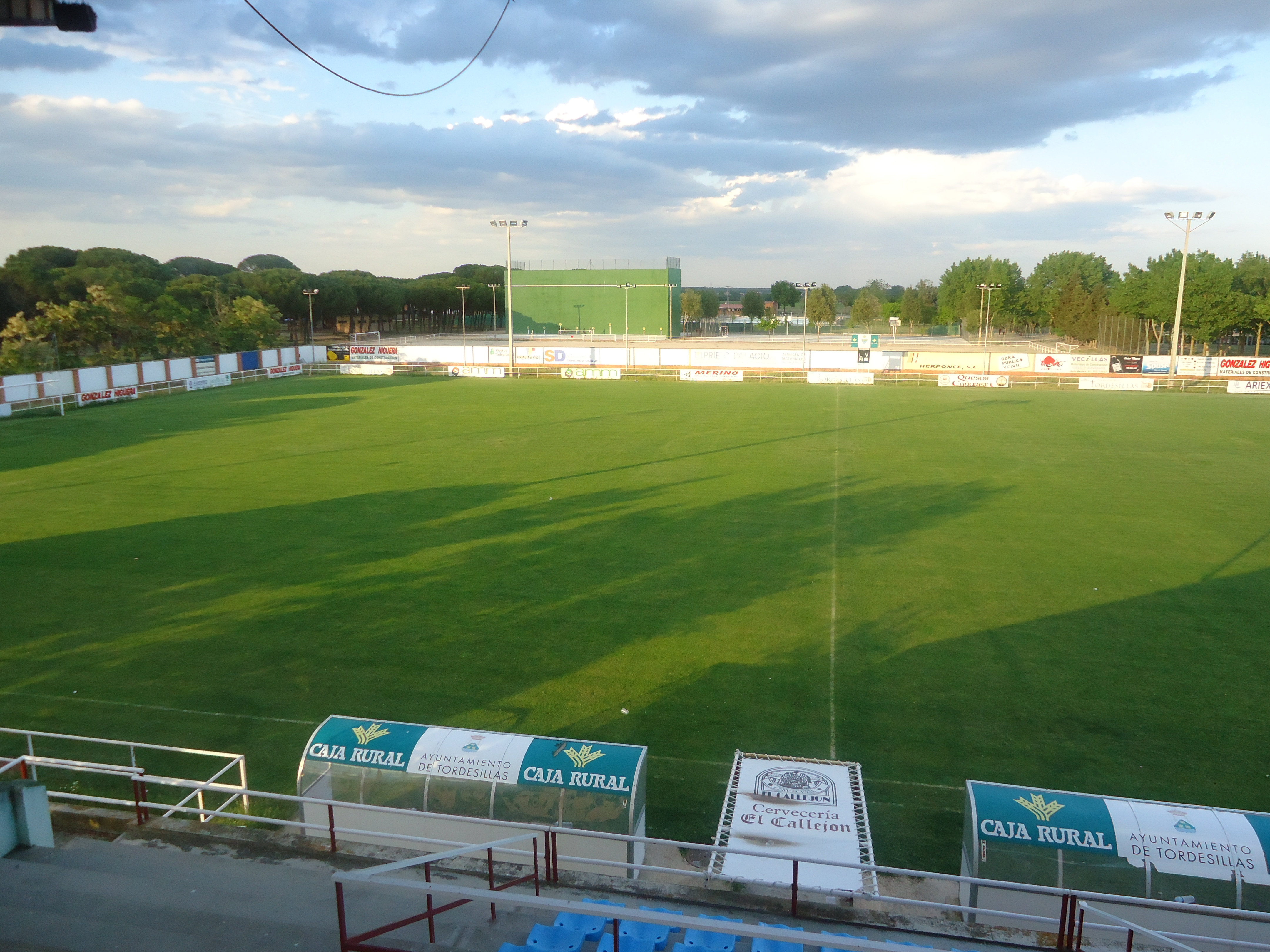
Estadio Las Salinas.

La Sociedad Deportiva Atlético Tordesillas es el club de fútbol de Tordesillas. Fue fundado en 1969 y juega en el Grupo VIII de tercera división de España. Ha ganado 3 veces el Trofeo Diputación de Valladolid: 2004, 2016 y 2017.

### Motauros
Con 24 ediciones celebradas en el Pinar de Valdegalindo, Motauros es una gran concentración motera invernal de Tordesillas. Se celebra en enero y cada año concentra a más 11.000 moteros llegados de toda España y otros puntos de Europa.

## Ciudades hermanadas
- Hagetmau (Francia, desde 1985)[cita requerida]
- Setúbal (Portugal, desde 1994)[cita requerida]
- Laguna (Brasil, desde 2004)[cita requerida]
- Ouro Preto (Brasil, desde 2013)[cita requerida]